# (42073) Noreen
(42073) Noreen est un astéroïde de la ceinture principale.

## Description
(42073) Noreen est un astéroïde de la ceinture principale. il est découvert le 2 janvier 2001 à Carbuncle Hill par Donald P. Pray. Il présente une orbite caractérisée par un demi-grand axe de 3,24 UA, une excentricité de 0,18 et une inclinaison de 19,9° par rapport à l'écliptique.

## Compléments